# Font del Covilar
La Font del Covilar és una obra de Sant Joan de les Abadesses (Ripollès) protegida com a Bé Cultural d'Interès Local.

## Descripció
Es tracta d'una font ubicada molt a prop del mas del Cubilà, a la zona de ponent. Tot i que es desconeix la data exacta de la seva construcció, s'ubica a finals del segle xix.
Es tracta d'un espai quadrangular envoltat per una tanca de fusta i un mur de roca en dos dels seus costats. La font es troba adossada al mur. Té un broc de pedra i una pica on recull l'aigua que brolla.
Un banc corregut envolta tot el recinte. L'any 1960 va col·locar-se un monòlit amb la transcripció del poema de Joan Maragall titulat “La Vaca Cega”. Es diu que va ser en aquest paratge on el poeta va inspirar-se l'any 1893 per a la seva redacció. El 1993, amb motiu del centenari, es va col·locar una inscripció en un dels laterals del monòlit.